# Storms of Life
Storms of Life släpptes den 6 juni 1986, och är ett studioalbum av Randy Travis. Det sålde över 3 miljoner exemplar.

## Låtlista
1. "On the Other Hand" (Paul Overstreet, Don Schlitz) - 3:05
2. "The Storms of Life" (Max D. Barnes, Troy Seals) - 2:43
3. "My Heart Cracked (But It Did Not Break)" (Ronny Scaife, Don Singleton, Phil Thomas) - 2:18
4. "Diggin' Up Bones" (Al Gore, Overstreet, Nat Stuckey) - 2:58
5. "No Place Like Home" (Overstreet) - 4:06
6. "1982" (Buddy Blackmon, Vip Vipperman) - 2:58
7. "Send My Body" (Randy Travis) - 2:59
8. "Messin' with My Mind" (Joseph Allen, Charlie Williams) - 3:06
9. "Reasons I Cheat" (Travis) - 4:20
10. "There'll Always Be a Honky Tonk Somewhere" (Steve Clark, Johnny MacRae) - 3:15

## Listplaceringar
| Lista (1986)                      | Topplacering |
| --------------------------------- | ------------ |
| Kanada, RPM Top Albums            | 61           |
| USA, Billboard Top Country Albums | 1            |
| USA, Billboard 200                | 85           |

### Fotnoter
1. ↑  David Malitz (11 juli 2013). ”Randy Travis: ‘Storms of Life’ launched the career of one of country’s biggest stars” (på engelska). Washington Post. http://www.washingtonpost.com/blogs/style-blog/randy-travis-storms-of-life. Läst 13 november 2014.